# 1,3-Dimetilbutil metilfosfonofluoridoato
1,3-Dimetilbutil metilfosfonofluoridoato é um composto organofosforado formulado em C7H16FO2P.